# Daens (film)
Pour les articles homonymes, voir Daens.

Daens est un film belge réalisé par Stijn Coninx, sorti en 1992. Il s'agit d'un adaptation du roman biographique de Louis Paul Boon, Pieter Daens of hoe in de negentiende eeuw de arbeiders van Aalst vochten tegen armoede en onrecht (littéralement : Pieter Daens, ou comment au dix-neuvième siècle les travailleurs d'Alost se sont battus contre la pauvreté et l'injustice).

## Synopsis
Le film relate la vie de l'abbé Adolf Daens, un prêtre catholique flamand, désireux d'aider la classe ouvrière miséreuse des années 1880 à Alost dans leur lutte sociale contre Charles Woeste.

## Distribution
- Jan Decleir : Adolf Daens
- Gérard Desarthe : Charles Woeste
- Antje De Boeck : Nette Scholliers
- Johan Leysen : Schmitt
- Michael Pas : Jan De Meeter
- Jappe Claes : Ponnette
- Karel Baetens : Jefke
- Idwig Stéphane : Eugene Borremans
- Brit Alen : Louise Daens
- Wim Meuwissen : Pieter Daens
- Brenda Bertin : Marie
- Rik Hancké : Nuncio
- Julien Schoenaerts : Antoon Stillemans (l'évêque)
- Matthias Schoenaerts : Wannes Scholliers
- Giovanni Di Benedetto : Petrus-Lambertus Goossens (le cardinal)
- Fred Van Kuyk : le bourgmestre Van Zwambeke
- Gerald Marti : le roi Léopold II
- Gert Portael : Zulma

## Thèmes abordés
Utilisé pour son caractère éducatif dans plusieurs écoles secondaires, le film aborde de nombreux sujets de société qui ont marqué l'histoire de la Belgique, dont :
- La lutte des classes et le travail des enfants ;
- La crise économique, le chômage et la misère ;
- L'influence de l'Église sur la société et ses relations avec l'État ;
- L'incompréhension entre la bourgeoisie francophone et le petit peuple (sans éducation) qui s'exprimait en dialecte ;
- L'hégémonie du Parti catholique, l'apparition du mouvement socialiste ;
- L'introduction du suffrage plural.

## Lieux de tournage
Le film a été tourné d’août à décembre 1991.
- En Belgique : Alost, Bruxelles (Concert Noble, palais de la Nation), Gand, Louvain, Humbeek, Rebecq, Renaix, Thuin, Vellereille-les-Brayeux (abbaye de Bonne-Espérance) et au Chemin de fer à vapeur des Trois Vallées
- En Pologne : Lodz, Piotrków, Zgierz
- En Italie : Rome, Caprarola

## Nomination
Le film est nommé pour l'Oscar du meilleur film en langue étrangère.